# Więzadła dłoniowe
Więzadła dłoniowe, więzadła dodatkowe dłoniowe (łac. ligamenta palmaria, ligamenta accessoria volaria) – w anatomii człowieka więzadła ręki wzmacniające powierzchnie dłoniowe torebek stawowych stawów śródręczno-paliczkowych. Rozpoczynają się obustronnie, po stronie promieniowej i łokciowej, na głowach kości śródręcza, od strony dłoniowej więzadeł pobocznych, biegną następnie łukiem w stronę powierzchni dłoniowej stawu i kończą się na brzegu blaszek włóknisto-chrzęstnych.